# Maindargi
Maindargi là một thành phố và là nơi đặt hội đồng đô thị (municipal council) của quận Solapur thuộc bang Maharashtra, Ấn Độ.

## Địa lý
Maindargi có vị trí 17°28′B 76°18′Đ / 17,47°B 76,3°Đ Nó có độ cao trung bình là 473 mét (1551 feet).

## Nhân khẩu
Theo điều tra dân số năm 2001 của Ấn Độ, Maindargi có dân số 11.754 người. Phái nam chiếm 51% tổng số dân và phái nữ chiếm 49%. Maindargi có tỷ lệ 58% biết đọc biết viết, thấp hơn tỷ lệ trung bình toàn quốc là 59,5%: tỷ lệ cho phái nam là 70%, và tỷ lệ cho phái nữ là 46%. Tại Maindargi, 15% dân số nhỏ hơn 6 tuổi.